# Rudolf van Brunswijk-Wolfenbüttel
Rudolf van Brunswijk-Wolfenbüttel (Wolfenbüttel, 15 juni 1602 - Tübingen, 13 juni 1616) was een Duitse prins uit het Middelste Huis Brunswijk, een zijtak van de Welfen-dynastie. Van 1615 tot zijn dood was hij als Rudolf III protestants administrator van het prinsbisdom Halberstadt.

## Biografie
Rudolf was een zoon van hertog Hendrik Julius van Brunswijk-Wolfenbüttel uit zijn tweede huwelijk met  Elisabeth, een dochter van koning Frederik II van Denemarken.
Rudolf werd in 1615 door het Domkapittel van Halberstadt verkozen tot protestants administrator van het prinsbisdom Halberstadt. Hij volgde zijn jongere broer Hendrik Karel op, die stierf toen hij nog maar vijf jaar oud was. Rudolf overleed zelf op dertienjarige leeftijd tijdens zijn studie aan de Universiteit van Tübingen. Zijn lichaam werd bijgezet in de Stiftskirche in Tübingen. Hij werd als administrator opgevolgd door zijn oudere broer Christian.
- Gemeinsame Normdatei: 104183802
- Virtual International Authority File: 20110085
- WorldCat: E39PBJq74RFHrj6cFt9Vv6xCcP